# エスクイリーノ
座標: 北緯41度53分44秒 東経12度29分48秒 / 北緯41.89556度 東経12.49667度
エスクイリーノ（イタリア語: Esquilino，ラテン語: Esquilinus エスクイリーヌス）またはエスクイリーノの丘（イタリア語: Colli Esquilino，ラテン語: Mons Esquilinus）は、イタリアローマ市中心部の丘。都市ローマの元になった七つの丘の一つである。この地域のことをラテン語でEsquiliaeと表記することもある。
現代の街区で凡そこの範囲を説明するならば、北西端はフォロ・ロマーノ及びコロッセオからテルミニ駅前までのカヴール通り（ローマ地下鉄B線のライン）、北東端はイタリア鉄道のローマ・テルミニ駅の広大な駅舎及び線路、南端はコロッセオからマッジョーレ門を結ぶ線上のラビカナ通りで、これらの線に囲まれた街区ということになる。
エスクイリーノ（エスクイリーヌス）の丘は七つの丘のうちで標高が最も高く、かつ最も面積が広い。かつては、古代ローマのアゴナリア祭の一つで12月11日に祝われる「七丘祭」、または七丘祭で祝われる対象のオッピウス、ファグタル、キスピウスの高台（丘）に分けて言及されることも一般的あった。
エスクイリーノの丘の地形とリオーネ・エスクイリーノの行政区域を混同してはいけない。リオーネの範囲は丘の北西で、丘の南西はローマで最も古いリオーネであるモンティに所属している。二つのリオーネは総主教のサンタ・マリア・マッジョーレ大聖堂とサン・ジョヴァンニ・イン・ラテラーノ大聖堂の間を走るメルラーナ通りにより隔てられている。
20世紀末より、リオーネ・エスクイリーノでは中国人を筆頭とした外国人居住者の割合が増えイタリアで最大の華僑コミュニティー（20世紀末時点で約2万人）を形成している。

## 歴史
エスクイリヌスに人が居住し始めたのは紀元前8世紀に遡り、紀元前8世紀半ばから前7世紀の物と思われるネクロポリスが残っている。古代ローマの歴史家ティトゥス・リウィウスによれば、王政ローマ第6代の王セルウィウス・トゥッリウスがエスクイリヌスに居を構えたと言われる。紀元前1世紀の政治家ガイウス・マエケナスは、ローマで初めてヘレニズム様式とペルシア様式を採り入れた『マエケナス庭園』を、セルウィウス城壁とネクロポリスにかけてのエスクイリヌスの丘付近に造営した。ローマ帝国第5代皇帝ネロは、丘の南端のオッピウス付近に誇大妄想的な巨大宮殿ドムス・アウレアを造った。後にドムス・アウレアは取り壊され、そのテラス部分の遺構の上に第13代皇帝トラヤヌスがトラヤヌス浴場を、谷底の人工池の跡に第57代皇帝コンスタンティヌス1世がフラウィウス円形闘技場（コロッセオ）を建てるなどした。3世紀にはリキニウス庭園が造営され、その一部分とみられるニンファエウムがミネルウァ・メディカ神殿と呼ばれてローマ・テルミニ駅横に現在でも残っている。エスクイリヌス北部のキスピウスの丘には、5世紀にサンタ・マリア・マッジョーレ大聖堂が建てられた。1781年には、エスクイリヌスのVilla Palombaraから有名な『ミロンの円盤投げ像』が発掘され、現在大英博物館に展示されている。

## 古代ローマ期の地形図
紀元前31年のローマの地図上に示した、ローマの七丘およびその他の主要地形の名称。都市を囲む黒点線はセルウィウス城壁
初期ローマの七丘
都市ローマ成立前に人が定住したと伝えられる七丘で、オッピウス（オッピオ）、パラティウム（パラティーノの東側）、ウェリア（ヴェーリア）、ファグタル（オッピオの一部）、ケルマルス（パラティーノの西側）、カエリウス（チェリオ）、キスピウスの7つである。
※カッコ内は現代のイタリア語での表記。
ローマの七丘

都市ローマの起源となったローマの七丘は、アウェンティヌス（アヴェンティーノ）、カピトリヌス（カンピドリオ）、カエリウス（チェリオ）、エスクイリヌス（エスクイリーノ）、パラティヌス（パラティーノ）、クイリナリス（クイリナーレ）、ウィミナリス（ヴィミナーレ）の7つである。
※カッコ内は現代のイタリア語での表記。
現代のローマ七丘
アウェンティヌス（アヴェンティーノ）、カピトリヌス（カンピドリオ）、パラティヌス（パラティーノ）、クイリナリス（クイリナーレ）、ホルトゥロルム（ピンチョ）、ヤニクルム（ジャニコロ）、オッピウス（オッピオ）の7つである。
※カッコ内は現代のイタリア語での表記。

## 見どころ
オッピオの丘・ファグタルの丘
オッピオの丘の大部分はコッレ・オッピオ公園（Parco del Colle Oppio オッピオの丘公園，造営1928年-1936年，広さ11ha）となっている。公園はかつてのトラヤヌス浴場跡となっており、現在でもエクセドラ部分の壁などが残っている。また、フラウィウス円形闘技場（コロッセオ）の谷に向かう斜面の地下にはネロ帝が建てたドムス・アウレアの遺構が残っている。公園内にはティトゥス浴場の跡もわずかながら残っている。
ミケランジェロのモーセ像があるサン・ピエトロ・イン・ヴィンコリ教会やローマ・ラ・サピエンツァ大学がスブッラとの間の斜面に建てられている。エスクイリーノ側にはサン・マルティノ・アイ・モンティ教会やパラッツォ・ブランカッチョ（イタリア国立東洋博物館）が建っている。
キスピウスの丘
エスクイリーノの丘からキスピウスの丘が南西方向に分かれて延びる付け根辺りに、サンタ・マリア・マッジョーレ大聖堂がある。この辺りの標高は54mである。オッピオ（オッピウス）の丘との境界はスブッラから続く谷間であり、谷底はティブルティーナ街道に続く幹線道路であった。この街道がセルウィウスの城壁を出る位置にはエスクイリーナ門があり、現在は「ガッリエヌスの門」と呼ばれている門である。
エスクイリーノの丘北東部
テルミニ駅の前にはローマ国立博物館のマッシモ宮分館がある。ヴィットーリオ・エマヌエーレ2世広場内には第4代皇帝クラウディウスが造った新アニオ水道の分水施設であるニンファエウム・アレクサンドリ（カステル・アクアエ）の遺跡がある。この公園の周辺は華僑を含む外国人が多く暮らす地域で、彼らの経営する個人商店が軒を連ねている。丘の東端付近には古代ローマ時代にプラエネスティーナ門と呼ばれたマッジョーレ門があり、クラウディア水道や新アニオ水道など、かつて多数の水道橋がこの場所を通ってローマ市街地に達していた遺構を見ることができる。またイタリア鉄道及びテルミニ駅構内の北端に沿って、3世紀に造られたアウレリアヌス城壁の遺構が良い状態で残存している。
- トラヤヌス浴場
- ドムス・アウレア
- ミケランジェロのモーセ像
- サン・マルティノ・アイ・モンティ教会
- サンタ・マリア・マッジョーレ大聖堂
- マッシモ宮
- エスクイリーナ門
- ニンファエウム・アレクサンドリ
- マッジョーレ門

## アクセス
- イタリア鉄道 ローマ・テルミニ駅
- ローマ地下鉄A線 テルミニ駅、ヴィットーリオ・エマヌエーレ駅
- ローマ地下鉄B線 テルミニ駅、カヴール駅、コロッセオ駅